# لئونارد لنس
لئونارد لنس (به انگلیسی: Leonard Lance) نمایندهٔ حوزه انتخابیه هفتم نیوجرسی از حزب جمهوری‌خواه ایالات متحده آمریکا در مجلس نمایندگان ایالات متحده آمریکا است که برای نخستین‌بار در ۱۳ ژانویه ۲۰۰۹ میلادی به‌عضویت این مجلس درآمد.